# Tvøroyrar Bóltfelag/Football Club Suðuroy/Royn Hvalba
Il Tvøroyrar Bóltfelag/Football Club Suðuroy/Royn Hvalba, noto semplicemente come TB/FCS/Royn, è stata una società calcistica faroese con sede nella città di Trongisvágur. Fondata nel 2018, termina la sua breve vita dopo appena due stagioni, al termine della cooperazione tra i tre club che le avevano dato vita.

## Storia
La squadra è il risultato della fusione tra le squadre principali dell'isola di Suðuroy: Tvøroyrar Bóltfelag, FC Suðuroy e Royn Hvalba. In data 15 dicembre 2016 era stato infatti deciso che le tre squadre si sarebbero unite per partecipare alla Formuladeildin 2017. La fusione non sarebbe stata completata fino al 2018 e per questo motivo la società ha adottato come denominazione temporanea TB/FCS/Royn, acronimo dei tre club. La squadra è nota anche come Suðuroyarliðið ("squadra di Suðuroy" in italiano).
Le tre società non avrebbero comunque chiuso la loro esistenza, mantenendo attive le formazioni giovanili e quelle femminili. Lo scozzese Maurice Ross è stato scelto come allenatore del neonato club.